# 行動分析
行動分析学（こうどうぶんせきがく、Behavior Analysis）とは、バラス・スキナー (Burrhus Frederick Skinner) が新行動主義心理学をさらに改革し、新たに起こした徹底的行動主義 (radical behaviorism) に基づく心理学の一体系である。歴史的には、フロイトやユングらの精神分析学に対抗する形で発展してきた。
行動分析学とは字義通り人間または動物などの行動を分析する学問である。行動は、生物ができるすべての行動を対象とする。具体的には、独立変数（環境）を操作することで従属変数（行動）がどの程度変化したかを記述することによって、行動の「原理」や「法則」を導き出す。これを実験的行動分析（じっけんてきこうどうぶんせき、en:Experimental analysis of behavior）という。これにより、行動の「予測」と「制御」が可能になる。その成果は、人間や動物のさまざまな問題行動の解決に応用されている。これを応用行動分析（おうようこうどうぶんせき、Applied Behavior Analysis）と呼ぶ。
行動分析学の基本的な「原理」は、レスポンデント条件づけ(別名古典的条件づけまたはパブロフ型条件づけ)とオペラント条件づけ（別名道具的条件づけ）の二つにある。

## 特徴
行動分析学は、他の心理学に対して次のような特徴を持つ。
- 行動についての哲学的な立場として、徹底的行動主義を採用する。
- ヒトだけでなく動物を含むオペラント行動を研究対象とする。
- ある行動の予測と制御ができることをもって、その行動を理解できたとする。
- 行動の原因として、環境要因を重視する。
- 研究法としての実験計画法や統計的検定に基づく群間比較を用いず、行動の直接制御による単一被験体法を採用する。

## 実験的行動分析
行動分析学のうち、実験室等の厳密に制御された環境で、ヒトを含む動物を対象に、環境要因を直接操作し、環境への機能によって定義された行動を変容させることで、両者の因果関係を明らかにしようとする、行動分析における研究の一領域を実験的行動分析という。
環境と行動間のこのような分析は機能分析（functional analysis）とよばれる。最近ではマッチングの法則、行動経済学、行動調整理論など、環境と行動の数量的関係を取り扱う数量的行動分析がこの領域の一分野として確立しつつある。

## 応用行動分析
実験的行動分析で見出された変数を用いて、人間の行動問題の分析と修正を目的として応用行動分析が誕生し、特に1970年代以降大きく発展してきた。
この応用行動分析という言葉は行動修正学と同義でも使われており、しばしば行動療法におけるオペラント条件づけ療法の適用に関して用いられることがある。
応用行動分析の活用で最も良く知られているのは、発達障害や挑戦的行動、特に自閉症スペクトラム障害を持つ人に用いられるものである。
しかし応用行動分析はこの他に、エイズ予防、自然資源保全、教育、老年医学、健康とエクセサイズ、産業安全、言語習得、ゴミのポイ捨て、医療措置、育児、シートベルト着用、重篤な精神障害、スポーツ、動物園マネジメントやアニマルケアなどでも効果を上げている。

### 転向療法への応用
応用行動分析に嫌悪刺激を導入したことで知られるイヴァー・ロヴァースは、応用行動分析を用いた転向療法にも手を出している。フェミニンボーイ・プロジェクトとして知られるこのプロジェクトは、実験室の中で「女らしい」行動を罰し、「男らしい」行動をほめる刺激を繰り返すものだった。共同研究者のジョージ・リカーズは、この実験のおかげで性的逸脱行動の専門家として出世し、同性愛者の権利に反対する政治活動をおこなった。フェミニンボーイ・プロジェクトの被験者となった少年は、長年にわたるうつ病を患ったのちに38歳で自殺した。